# Janez Zemljarič
Janez Zemljarič (30. prosince 1928 Bukovci – 30. prosince 2022) byl slovinský politik a právník.

## Životopis
Zemljarič se narodil v obci Bukovci nedaleko Ptuje, jehož čestné občanství obdržel v roce 1987. Od října 1944 do konce druhé světové války se podílel na národněosvobozeneckém boji. Po válce vykonával různé funkce ve straně, republikových i federálních orgánech. V roce 1961 absolvoval Právnickou fakultu Univerzity v Lublani. V letech 1978 až 1980 byl ministrem vnitra Socialistické republiky Slovinsko a v období let 1980 až 1984 předsedou slovinské vlády (výkonného výboru). Od května 1984 do března 1989 byl místopředsedou federální vlády Socialistické federativní republiky Jugoslávie.
Byl členem ústředního výboru Svazu komunistů Jugoslávie, federálního parlamentu a také různých pracovních skupin (například k výstavbě dálnic, boje proti inflaci), z nichž některé i vedl.